# Народна библиотека Козарска Дубица
Народна библиотека Козарска Дубица од својих првих видова кроз манастирске почетке и организовања разних видова сакупљања разних рукописа и љетописа па до данас представља најзначајнијег носиоца културних активности на подручју Козарске Добице. Библиотека се налази у Светосавској улици бр. 21, на територији Козарске Добице. Библиотека представља стуб културе и знања, што доказује дуготрајно трајање ове институције.

## Историјат
Први трагови читалаштва на просторима општине Козарска Дубица везани су уз манастир Моштаницу, који је смјештен дванаест километара јужно од града уз ријеку Моштаницу. У манастиру су калуђери и монаси сакупљали старе рукописе, љетописе и књиге за њихове вјерске потребе. О постојању манастирских књига свједочи историчар и филолог Љубомир Стојановић. Он у дјелу Стари српски записи и натписи помиње књигу која је била „својина манастира Моштанице.“ Развој школства и ширење писмености крајем 19. вијека, стварају потребу за оснивањем првих јавних читаоница у Босни и Херцеговини. Осниване су у градовима и селима уз српска, хрватска и муслиманска културна и спортска друштва. У Босанској Дубици отворене су Хрватска читаоница, Кираетхана, Исламски клуб и Касина, а Српске читаонице отворене су у Великом Дворишту, Доњем Јеловцу и Међувођу. Дубички прото Славко Вујасиновић записао је у својим мемоарима, да је 8. септембра 1908. године у Босанској Дубици отворена градска читаоница уз обновљено српско пјевачко друштво „Вишњић“. У читаоници се користе новине, часописи и остала литература доступна у тадашњем времену. Друштво „Вишњић“ и читаоница са прекидима раде до почетка тридесетих година 20. вијека, када је читаоница затворена, а књиге су поклоњене Мјешовитој грађанској школи у Босанској Дубици.
Послије Другог свјетског рата обновљен је рад градске читаонице под називом „Среска читаоница“ Босанска Дубица. Почетком шездесетих година у читаоници је набављена прва телевизија, па читаоница и библиотека постају информативно и културно средиште града. Усавршавањем библиотечког рада и повећањем књижног фонда на 5 000 књига, створени су услови да Скупштина Општине својом Одлуком од 30. марта 1964. године оснује „Општинску народну библиотеку“ Босанска Дубица. Године 1976, 31. децембра, библиотека улази у састав Радничког универзитета, који 1983. године мијења назив у „Центар за информисање и културу Босанска Дубица“.
Одлуком Скупштине Општине Козарска Дубица, од 29. новембра 2009. године, библиотека постаје самостална Јавна установа „Народна библиотека“ Козарска Дубица. У 21. вијеку Народна библиотека Козарска Дубица ради као дио јединственог библиотечко-информационог система у Републици Српској. У раду библиотеке уводе се савремене методе библиотечког рада и компјутерска обрада књижног фонда. Народна библиотека је смјештена у приземљу зграде изграђене почетком 20. вијека. Има седам просторија са 190 м2 корисног простора у који је смјештен књижни фонд од око 40 000 наслова распоређених у четири одјељења.
У књижном фонду библиотеке налазе се значајна дјела домаће и стране књижевности, велики број стручне литературе и енциколопедијских издања. Старија библиотечка грађа и старе књиге из 19. вијека посебно се чувају и могу се користити само у читаоницама библиотеке. У читаоницама библиотеке користи се и фонд од 1200 књига из одјељења завичајне збирке. У одјељењу завичајне збирке налази се и легат библиотека Бошка Шиљеговића. Библиотечке услуге у току године користи хиљаду корисника, који прочитају више од двадесет хиљада књига.
У Библиотеци је запослено 5 радника који у свом раду прате достигнућа савременог библиотекарства његујући професионалан и љубазан однос према корисницима. У оквиру културно-просвјетне активности Библиотека организује књижевне вечери, промоције књига, програме за дјецу, изложбе и друге културне манифестације на којима учествују значајна имена из књижевног и културног живота Републике Српске, Босне и Херцеговине и Републике Србије. Библиотека се повремено бави издавачком дјелатношћу са посебним акцентом на публикације којима се утемељује завичајна функција Библиотеке.

## Организација
Основне организационе јединице Библиотеке су:
- Одјељење општих, архивских и рачуноводствених послова
- Информативно-позајмно одјељење за дјецу
- Информативно-позајмно одјељење за одрасле
- Одјељење завичајне и специјалне збирке(легата)
- Одјељење научно-студијске читаонице

У информативно-позајмном одјељењу за одрасле пружају се услуге издавања књига за читање лицима старим од 14 година. У понуди се налазе домаћи и страни наслове, како лектире и обавезни наслови, тако и белетристика, коју чине наслови бестселера аутора широм свијета. Такође, активно се ради на побољшању броја књига из године у годину како домаћих тако и страних наслова. Приступ цјелокупном фонду је слободан а смјештен је према УДК систему. Информативно-позајмно одјељење Народне библиотеке обухвата три просторије укупне површине 80 метара квадратних у чијем саставу се налазе Одјељење Завичајне збирке и Легат библиотеке, Одјељење Научно-студијсе читанице и Општа читаоница
Информативно-позајмно одјељење за дјецу садржи књижни фонд потребним за едуковање и образовање дјеце до 14 година. У овом фонду може се наћи обавезне лектире за основну школу, сликовнице и друге врсте наслова која је прилагођена овом узрасту, која ће дјеци помоћи да развију љубав према књизи. Поред тога омогућен је и простор за обављање одређених ваннаставних активности у циљу развоја дјеце и њихових размишљања, посебно кроз дјечије радионице. Дјечије одјељење Народне библиотеке Козарска Дубица заузима простор површине 30 m² са читаоницом од 16 сједећих мјеста прилагођених дјечијем узрасту. Цијели фонд има слободан приступ тако да дјеца могу самостално да бирају књиге.
Одјељење завичајне и специјалне збирке(легата) прикупља и чува сав писани и штампани материјал који се односи на културну, политичку и економску историју завичаја. Сакупља дјела аутора који живе или су рођени на завичајној територији, или су духовно везани за њу без обзира на језик.Једна од најважнијих књига у завичајној збирци је књига мемоара проте Славка Вујасиновића „Срби као птице“ коју је приредио професор Симо Брдар. У књизи дубички прото Славко Вујасиновић пише о друштвеном животу у општини од краја 20. вијека до почетка Другог свјетског рата. Значајне књиге у завичајној збирци су и наслови о манастиру Моштаница и монографије о дијеловима општине Козарска Дубица као што су књига „Кнежица у Кнешпољу“ Миливоја Родића и „Комленац и околина на вјетрометини вијекова“ Душана Букве. У књижном фонду збирке налази се већи број монографских публикација које се односе се на историју Козарске Дубице и околине и на страдања српског и осталих народа у концетрационом логору Јасеновац. У збирци се налази и 80 наслова дубичких књижевника: Рајка Лукача, Рајка Крнете, Василија Карана, Симе Брдара, Душка Милуновића, Пере Солара, Петра Зубовића и других.

## Легат библиотека „Бошко Шиљеговић“
У одјељењу завичајне збирке смјештена је Легат библиотека „Бошко Шиљеговић“. То је вриједна збирка библиотечке грађе у којој се налази 2372 монографске публикације, 2390 серијских публикација, 2 умјетничке слике, 46 умјетничких графика, албум са 27 поштанских марака, 6 албума са 213 фотографија и Плакета АВНОЈ-а.
Бошко Шиљеговић је уз књиге библиотеци поклонио и двије умјетничке слике и четрдесет шест графика од којих је највриједнија графика Глава мушкарца (Аутопортрет) сликара Пабла Пикаса. Пикасову графику Бошко Шиљеговић је добио као шеф делегације Комунистичке партије Југославије на конгресу Комунистичке партије Француске у мају 1964. године. У збирци се још налази шест албума са 213 фотографија и Плакета АВНОЈ-а коју је Бошко добио као учесник Другог засједања АВНОЈ-а у Јајцу 1943. године.
У књижном фонду легата налазе се вриједна и ријетка дјела из различитих научних области и велики број енциклопедија од којих су најважније Народна енциклопедија српско-хрватско-словеначка у четири тома Станоја Станојевића из 1929. године и Хрватска енциклопедија у четири тома од којих је четврти том штампан 1942. године за вријеме НДХ. У овом дијелу фонда значајан је први том првог издања Војне енциклопедије у коме је Бошко Шиљеговић био главни и одговорни уредник. Највише наслова у збирци има из области историје и других друштвених наука. Бошко Шиљеговић је као истакнута друштвено-политичка личност сарађивао са многим политичарима и другим друштвеним радницима од којих је добијао књиге са посветама. Једно вријеме Бошко Шиљеговић је био Шеф кабинета Врховног команданта Јосипа Броза Тита и сусретао се са истакнутим државницима. Амерички Државни секретар Хенри Кисинџер поклонио је Бошку своју књигу са посветом „Обновљени свијет“. Књигу са посветом поклонио му је и Предсједник Сјеверне Кореје Ким Ил Сунг. У збирци легата налази се 90 наслова из области умјетности и 700 наслова из свјетске и српске књижевности. У фонду серијских публикација најважнији наслови су: Савременик, Путеви, Израз, Филмска култура, Преглед, Мост, Енциклопедија модерна, Трећи програм и други.